# Ariërverklaring

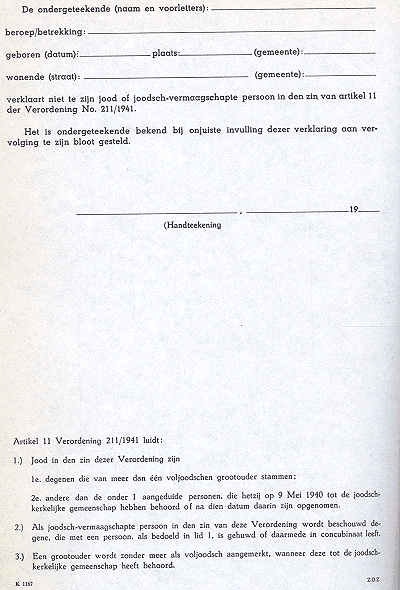

De Ariërverklaring was een verklaring die van mensen in bepaalde functies geëist werd in de Tweede Wereldoorlog, waarin iemand moest verklaren geen Jood te zijn.
De verklaring werd ingesteld door de Duitse bezetter in Nederland, al binnen enkele maanden na mei 1940. Alle ambtenaren en onderwijzers moesten de verklaring invullen. Op het papier moest men precies aangeven wie zijn ouders en grootouders waren. Tevens moest in de verklaring worden vermeld of ouders of voorouders van Joodse afkomst waren, en was men verplicht de verklaring voor echtgenoot of echtgenote in te vullen. Wie onjuiste informatie invulde werd op staande voet ontslagen.
De Duitsers wilden met deze verklaring een inventarisatie maken: zij konden zo precies nagaan wie wel en wie niet Joods was.  Degenen met Joodse voorouders worden binnen korte tijd na het invullen van de verklaring ontslagen. 200.000 Nederlanders moesten de verklaring afleggen en slechts enkele tientallen weigerden.
De verklaring luidde als volgt:

De ondergeteekende,

beroep

betrekking

geboren den .... te ....

wonende te ....

verklaart, dat naar zijn/haar beste weten noch hijzelf/zijzelf, noch zijn/haar echtgenoot(e)/verloofde, noch een

zijner(harer)/hunner ouders of grootouders ooit heeft behoord tot de Joodsche geloofsgemeenschap.

Aan de(n) ondergeteekende is bekend, dat hij/zij zich, ingeval vorenstaande verklaring

niet juist blijkt te zijn, aan onmiddellijk ontslag blootstelt.

, ..... 1940.

(handteekening)

Het college van secretarissen-generaal besloot aan deze verklaring mee te werken en ook de Hoge Raad liet geen protest horen tegen deze discriminatoire verklaring. De protestantse kerken in Nederland waren de enigen die protesteerden bij Seyss-Inquart.
Eind november 1940 werden op basis van deze verklaringen ruim 2500 mensen ontslagen.